# Пажиштеа (Бакау)
Пажиштеа (рум. Pajiștea) насеље је у Румунији у округу Бакау у општини Паланка. Oпштина се налази на надморској висини од 888 m.

## Становништво
Према подацима из 2002. године у насељу је живело 37 становника, од којих су сви румунске националности.